# بیل نیلور
بیل نیلور (انگلیسی: Bill Naylor; ۲۳ نوامبر ۱۹۱۹ – ژانویه ۱۹۸۹ (۶۹ ساله)) بازیکن فوتبال اهل بریتانیا بود.
از باشگاه‌هایی که در آن بازی کرده‌است می‌توان به باشگاه فوتبال کریستال پالاس، باشگاه فوتبال برنتفورد، و باشگاه فوتبال لیتون اورینت اشاره کرد.